# Notopleura hondurensis
Notopleura hondurensis är en måreväxtart som beskrevs av Charlotte M. Taylor. Notopleura hondurensis ingår i släktet Notopleura och familjen måreväxter. Inga underarter finns listade i Catalogue of Life.